# Гусла
Вижте пояснителната страница за други значения на Гусла.
Гуслата е музикален инструмент от групата на струнните инструменти. Тя е с една струна, на която се свири с лък. Изработва се изцяло от дърво, а формата ѝ е крушовидна, но с дълъг и тънък гриф. Опъната животинска кожа служи вместо резонаторна дъска. Струната представлява сноп от здраво усукани косми от конска опашка. Главата на този инструмент се отличава с богата художествена украса, най-често изобразяваща кон, овен или птича глава.
Гуслата има старославянски произход. Миниатюри от края на 8 или началото на 9 век доказват, че в онези времена на гусла се е свирело, като инструментът се е държал, както и днес, изправен и опрян на коляното. Археологически находки на гусли са правени на територията на Полша и датирани към 12 век. Много писмени и фолклорни извори дават сведения за използването на гуслата по българските земи. Може би, през X век е била най-разпространена в народните изпълнения, самия Презвитер Козма споменава гуслата, като използван инструмент в „Слово против богомилската ерес“: „Не са християни и ония, които с гусли и игри и с бесовски песни пият вино, вярват в срещи, в сънища, и в какви още не учения на сатаната“.
През средновековието в резбарското изкуство на Балканите, наред с църковните сюжети се появяват и светски. На две врати от Слепчанския манастир „Св. Иван Продром“ в Битоля от XV в. наред с изобразените светии и животни, са издялани образите на гуслар и музикант на уд в момент на свирене. Гусларят е представен по широко популярни форма и начин на свирене в българските земи. Неопровержимо доказателство за разпространението на инструмента в България е запазена гусла съхранянвана в Националния Етнографския музей в София, на шийката на която има надпис с годината на изработка и името майстора (1891 (майстор) Стой). Гуслата се приема, като предшественик на гъдулката.
В Банско инструментът се нарича „виула“ от „виулица“, т.е. оплаквачка.

## Други
На гуслата е наречена улица в квартал „Овча купел“ в София (Карта).